# 981
981 је била проста година.

## Догађаји
- Цар Отон II сели царски двор у Рим, чинећи град својом царском престоницом, и прима племиће из свих делова западне Европе. Отон прави планове за освајање византијске Италије.
- Цар Отон II одлази са експедиционим снагама из Рима и напада Апулију (Јужна Италија) да казни Сарацене. Он захтева флоту из Пизе, и намеће трговински ембарго против Венеције.
- Ел-Мансур, де факто владар Ал-Андалуза, осваја и сравњује град Замору, као део свог напора да заузме север Пиринејског полуострва којим доминирају хришћани.
- Сеонгјонг ступа на трон Горјеа (Кореја) након смрти свог зета (и рођака), краља Гиеонгјонга.
- Ерик Црвени напушта Норвешку да би истражио пределе западно од Исланда у викиншким дугим бродовима, који превозе скоро 700 људи са стоком, коњима и другим потрепштинама за оснивање колоније на острву. Ерик проналази за њега нову земљу и назива је Гренланд.
- Папа Бенедикт VII распушта словенску епископију Мерсебург, након саветовања са Отоном II. Он издаје енциклику, забрањујући извлачење новца за доделу било каквог свештеничког чина (познатог као симонија).
- Поход руског кнеза Владимира Свјатославовича на Вјатиче и њихово наметање „поретка на плуг“.
- Поход кнеза Владимира Свјатославовича против Пољака и племена Јатвинга (Пруске) због заузимања Пшемисла и суседних градова од пољског краља Мјешка I.
- Освајање Червенске Русије од стране кнеза Владимира Свјатославовича са градовима Червеном и Пшемислом и другим градовима Галиције.